# Centrale hydroélectrique de Kárahnjúkar
La centrale hydroélectrique de Kárahnjúkar et le barrage de Kárahnjúkar, en islandais Kárahnjúkavirkjun et Kárahnjúkastíflan, est un complexe hydroélectrique d'une puissance de 690 MW et qui produit 4600 GWh par an. Il est situé à l'est de l'Islande, au nord du glacier Vatnajökull sur les rivières Jökulsá á Brú et Jökulsá í Fljótsdal. Cette centrale a été construite pour alimenter la fonderie d'aluminium Fjardaál, située à Reyðarfjörður, à 75 km à l'est. Ce projet, achevé en 2009, fut très controversé en Islande pour son impact environnemental et pour l'utilisation de travailleurs majoritairement étrangers. C'est la société italienne Impregilo qui a réalisé la totalité de cet ouvrage.

## Caractéristiques

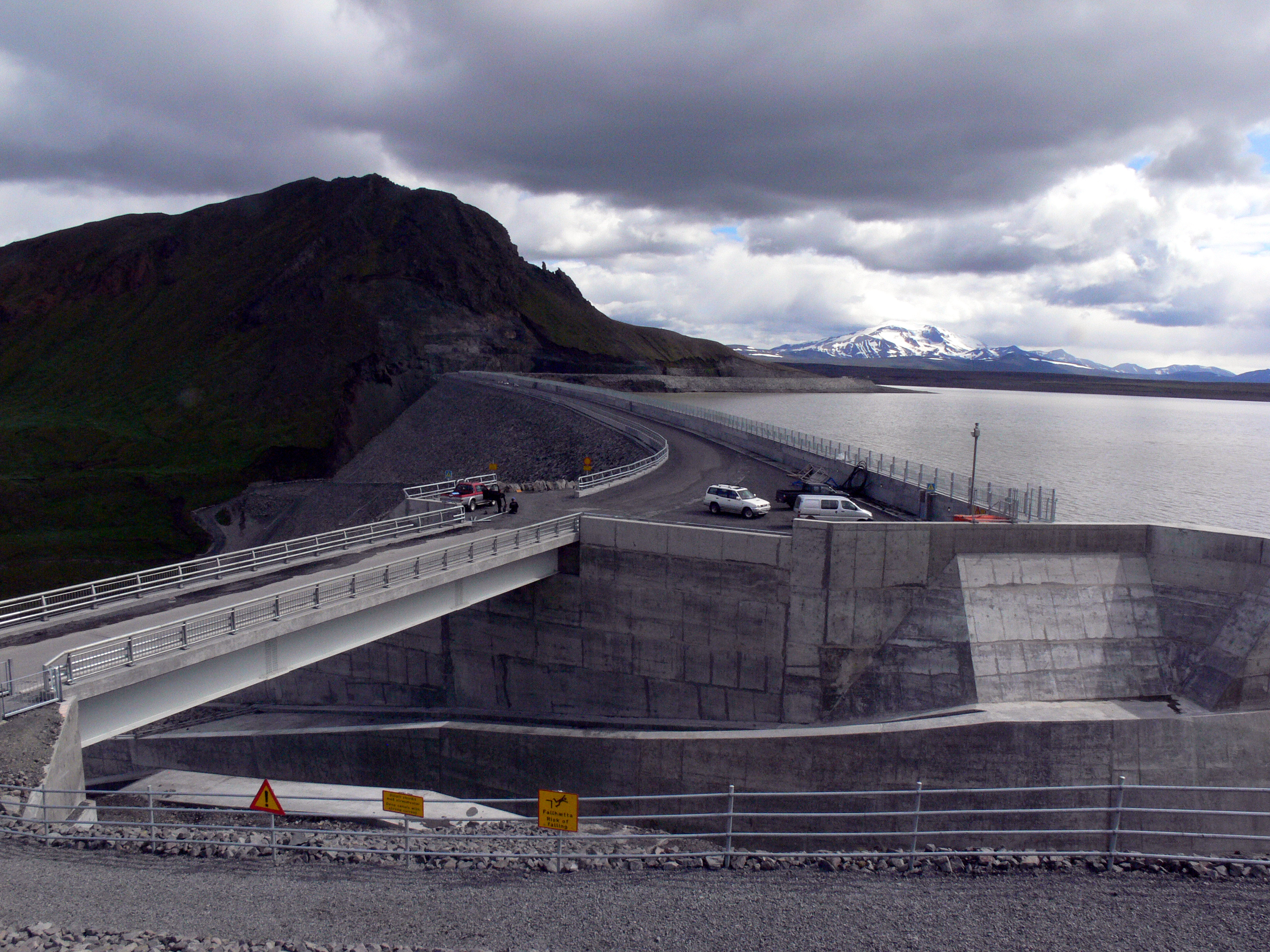
Le barrage.

Le complexe hydroélectrique de Kárahnjúkar est constitué de cinq barrages en enrochement à façade en béton, répartis sur les rivières Jökulsá á Brú et Jökulsá í Fljótsdal. L'eau de ces deux rivières est acheminée vers une unique centrale, la centrale de Fljótsdalur, avant d'être rejetée dans la Jökulsá í Fljótsdal.
Trois des barrages sont situés sur la Jökulsá á Dal (ou Jökulsá á Brú) au niveau du mont Fremri Kárahnjúkur, qui a donné son nom au projet. Le barrage principal, Kárahnjúkastífla, situé en amont du canyon Hafrahvammar, est aussi le plus important de tout le complexe, et le plus grand de ce type en Europe avec ses 198 m de haut par 700 m de large. Les deux autres, Desjarárstífla (60 m de haut et 1000 m de long) à l'est et Sauðárdalsstífla (25 m de haut et 1100 m de long) à l'ouest, sont des barrages secondaires. Ces trois barrages ont créé ensemble le réservoir de Hálslón, d'une surface de 57 km2 pour une capacité de 2,1 milliards de m3, à une altitude de 625 m. La roche utilisée pour le remblai des barrages a été prélevée juste en amont.
Deux barrages sont situés sur la Jökulsá í Fljótsdal. Le premier, Kelduárstífla (26 m de haut et 1650 m de long) forme le réservoir Kelduárlón, d'une capacité de 60 millions de m3. Le second, en aval, Ufsarstífla (37 m de haut et 620 m de long) se trouve sur le flanc est du mont Snæfell, à deux kilomètres en aval de la cascade Eyjabakkafoss. La retenue a formé le petit réservoir Ufsarlón.
Les eaux du lac Hálslón et celles du lac Ufsarlón empruntent alors chacune des galeries d'amenée, puis se rejoignent dans une galerie commune. Elles empruntent enfin une conduite forcée verticale de 420 m avant d'atteindre la centrale de Fljótsdalur. La longueur totale des galeries est de 53 km. La centrale est équipée de six turbines de 115 MW chacune. L'eau est enfin rejetée dans le cours de la Jökulsá í Fljótsdal, à 26 m au-dessus du niveau de la mer, soit une différence d'altitude de 599 m.

## Histoire
L'utilisation de la Jökulsá á Dal et de la Jökulsá í Fljótsdal, ainsi que d'autres rivières en Islande de l'est, a fait l'objet d'études depuis les années 1970. Entre 1975 et 2002, plusieurs compagnies internationales (Norsk Hydro en particulier) ont proposé ou tenté de construire une fonderie à Reyðarfjörður, alimentée en électricité par un projet hydroélectrique semblable à celui de Kárahnjúkar. Toutes ont échoué à cause d'oppositions aux projets ou de l'impossibilité pour l'entreprise d'assurer les délais. En 2002, le gouvernement islandais, Landsvirkjun et Alcoa se mettent d'accord sur la construction du complexe hydroélectrique de Kárahnjúkar et de la fonderie d'aluminium Fjardaál à Reyðarfjörður.
La construction du complexe hydroélectrique fut financée par Landsvirkjun. La société italienne Impregilo fut le principal maître d'ouvrage des barrages. Le coût total du projet fut d'environ 1 milliard d'euros.
La construction du barrage Kárahnjúkastífla et des conduites forcées en provenance de celui-ci commença en avril 2003. Les tunnels pour les conduites forcées furent réalisés grâce à trois tunneliers. C'était la première fois que de telles machines étaient utilisées en Islande. Durant la construction du barrage, la Jökulsá á Dal fut détournée dans deux galeries de dérivation sous le barrage. En septembre de la même année, la construction de la centrale souterraine commença à son tour. Les deux autres barrages sur la Jökulsá á Dal furent commencés en avril 2004. Les installations sur la Jökulsá í Fljótsdal commencèrent en juin 2006. En septembre, le remplissage du Hálslón commença. Mi-2008, les barrages furent achevés.

## Polémiques liées au barrage

### Environnementales
Le barrage se situe dans ce qui était auparavant l'une des plus grandes zones vierges d'Europe. La zone inondée par le nouveau barrage comprenait de nombreux nids d'oies à bec court et faisait partie du territoire des rares rennes présents en Islande. De plus, il existe des craintes liées aux fines boues qui s'accumulent au niveau du réservoir, qui pourraient être emportées par le vent et recouvrir la fine et fragile couche de végétation environnante.
Les écologistes dénoncent aussi la disparition de plusieurs merveilles naturelles sous les eaux, dont plusieurs cascades, et l'assèchement partiel de la Hafrahvammagljúfur. Gudmundur Pall Olafsson décida de prendre en photo la région avant la construction du barrage, pour en montrer la beauté au monde. Mais les personnes en faveur du barrage rappellent qu'avant le projet, personne n'allait visiter la zone, en particulier à cause de son isolement et du manque d'infrastructures. De leur côté, les opposants au projet refusent l'argument avancé par certaines personnes, selon lequel la beauté de l'Islande est un frein au progrès. Selon eux, le progrès pourrait s'axer sur le développement du tourisme, un secteur en forte augmentation sur l'île.
Pour compenser cet impact négatif, le gouvernement islandais a décidé de protéger les zones environnantes en créant le parc national du Vatnajökull, qui est le plus grand parc national d'Europe.
Un argument écologique en faveur de ce barrage et de l'usine d'aluminium associée[Pour qui ?] est que l'aluminium ainsi produit génère beaucoup moins de pollution que si sa production se faisait ailleurs, alimentée en électricité par une centrale au charbon par exemple[réf. nécessaire].

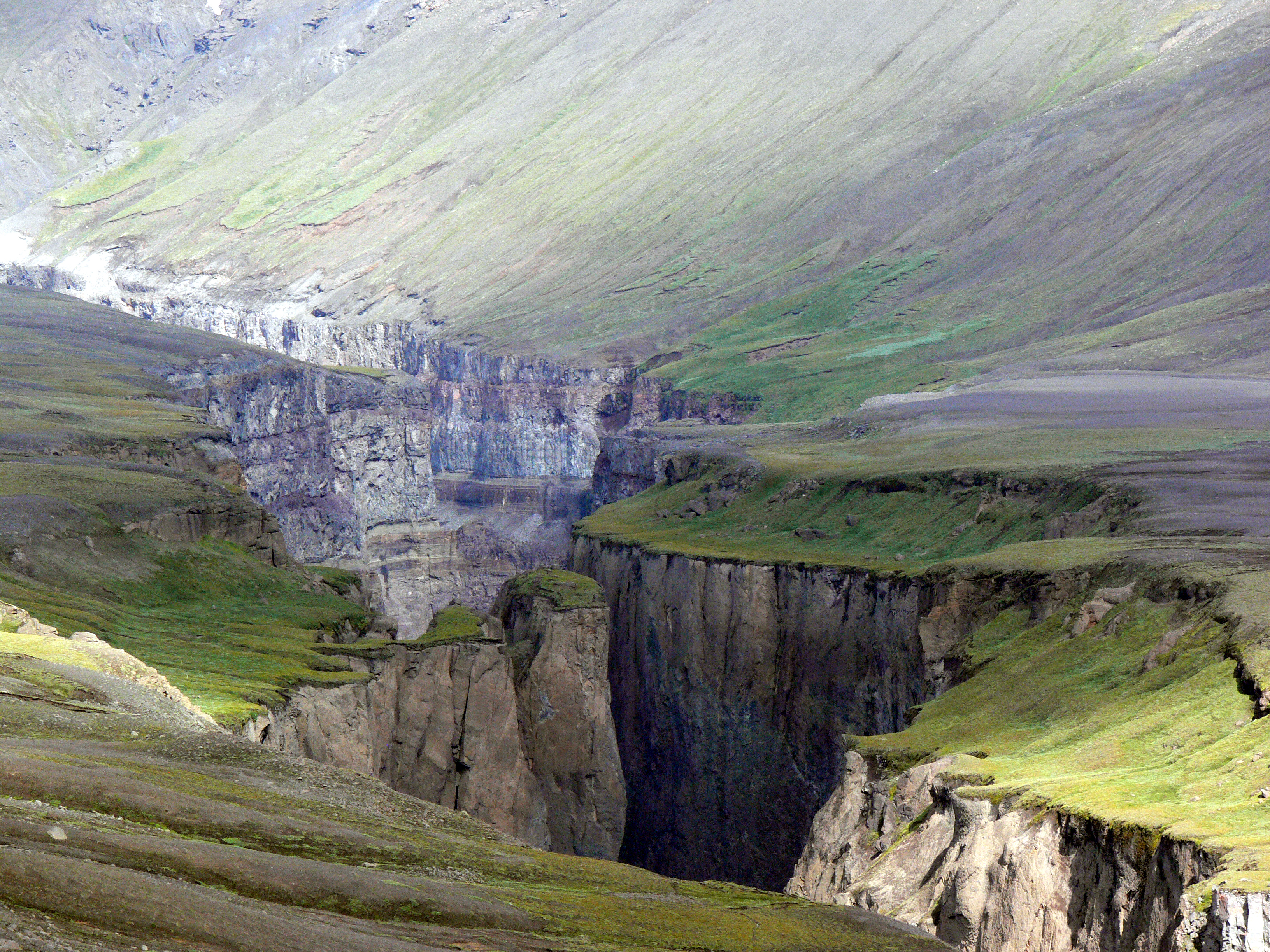
La Hafrahvammagljúfur
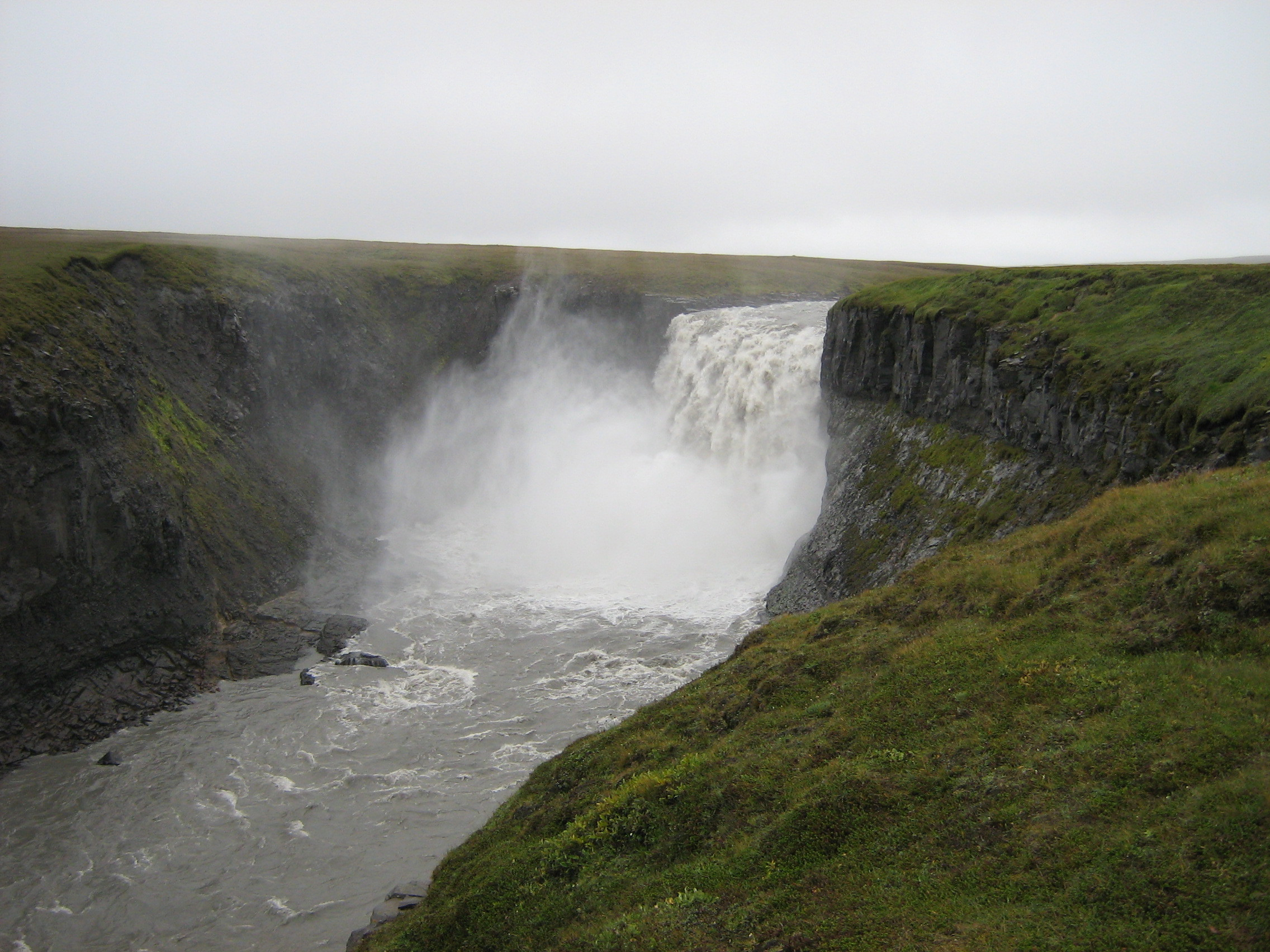
Töfrafoss, une des cascades disparues

### Géologiques
Il y a certains doutes sur la stabilité géologique de la zone sur laquelle est construit le barrage. En effet, le barrage serait situé sur une faille. Le géologue Grimur Björnsson, employé par l'agence nationale de l'énergie (Orkustofnun) pour l'étude du site, aurait tenté d'avertir en 2002 de cette instabilité, mais son rapport aurait été enterré par la direction et n'a pas atteint le parlement. Ce rapport indiquait aussi que l'impact environnemental a été sous-estimé.

### Économiques
De nombreux doutes ont été soulevés sur l'impact économique réel du barrage. 
Une des principales raisons qu'avançait le gouvernement pour réaliser un tel projet était de dynamiser la région d'Austurland, qui se dépeuple en raison du manque de travail dans la région, dont l'activité principale reste encore la pêche. Le barrage, et en particulier sa construction, ainsi que l'usine d'aluminium qu'il alimente, devaient donner du travail aux Islandais de la région. Or, la construction du barrage a été réalisée très majoritairement par des travailleurs étrangers (principalement polonais). Le groupe Alcoa a promis d'embaucher 450 personnes pour son usine à Reyðarfjörður, uniquement des Islandais, mais la faible population de la région et le faible attrait qu'exerce l'usine sur les travailleurs mettent en doute cette promesse.
Landsvirkjun est aussi accusée de vendre l'électricité à un prix beaucoup trop bas, de façon à attirer les entreprises en Islande. Cela est perçu par beaucoup d'Islandais comme le fait de « brader leur pays ».
Un autre point est le danger de faire dépendre autant l'économie du pays d'un seul produit. L’Islande était dépendante de la pêche et donc de la variation des stocks, ainsi que des prix. Maintenant, le pays refait la même chose avec l'aluminium.